# Veganzones
Veganzones ist ein Ort und eine Gemeinde (municipio) mit 197 Einwohnern (Stand: 2024) in der zentralspanischen Provinz Segovia in der Autonomen Region Kastilien-León. 

## Lage und Klima
Veganzones liegt in der kastilischen Meseta in ca. 915 m Höhe ungefähr 33 Kilometer (Fahrtstrecke) nordnordwestlich der Provinzhauptstadt Segovia. Das Klima ist gemäßigt bis warm; Regen (ca. 597 mm/Jahr) fällt mit Ausnahme der trockenen Sommermonate übers Jahr verteilt.

## Bevölkerungsentwicklung
| Jahr      | 1970 | 1981 | 1991 | 2001 | 2011 | 2021 |
| Einwohner | 504  | 408  | 331  | 301  | 286  | 216  |

## Sehenswürdigkeiten

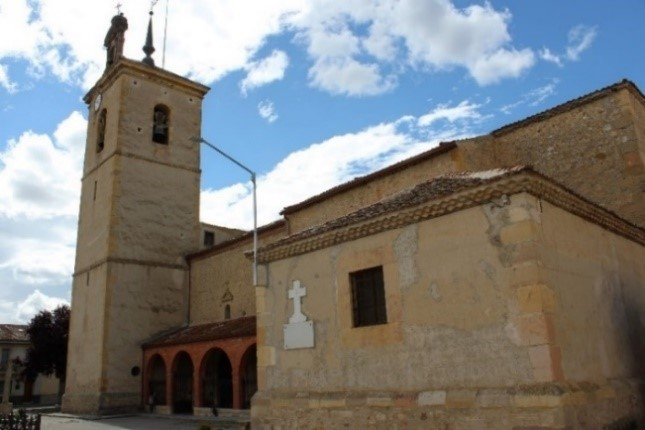
Agathenkirche
- Christuskapelle

- Agathenkirche